# Anja Zavadlav
Anja Zavadlav (Ljubljana, 11. svibnja 1960.), slovenska bivša alpska skijašica. Natjecala se za Jugoslaviju na ZOI 1980. u Lake Placidu u veleslalomu u slalomu i ZOI 1984. godine u Sarajevu u slalomu. Članica SK Ljubljana. Glavna disciplina bio joj je slalom. U Svjetskom kupu natjecala se od 1979. i 1985. te nekoliko puta osvojila bodove ili bila blizu osvajanja bodova.
U Svjetskom kupu debitirala je u Mariboru 8. veljače 1979. i osvojila 22. mjesto.
U karijeri se jedanaest puta uvrsteila među najboljih deset u slalomu. Najbolji plasman dosegla je 27. ožujka 1982. na slalomu u Montgenevreu, Francuska gdje je bila četrta.
Na svjetskim prvenstvima u skijanju nastupila je samo jednom. Dana 5. veljače 1982. na SP 1982. u Schladmingu u slalomu je bila na 12. mjestu.